# Covatina del Tossalet del Mas de la Rambla

La Covatina del Tossalet del Mas de la Rambla  est un site préhistorique situé dans la commune de Vilafranca (comarque de Ports), dans la province de Castellón en Espagne,.
C'est une série d'abris sous roche recélant des peintures rupestres d'art levantin (10.000 à 6.500 av. J.-C.).
Le site a été déclaré monument historique et artistique en 1994. Elle fait partie de l'ensemble de l'art rupestre du bassin méditerranéen de la péninsule Ibérique déclaré patrimoine mondial par l'UNESCO en 1998.

## Description
Il s'agit d'une série d'abris allongés dans un terrain calcaire, celui du centre étant grand, où une colonne le divise en deux creux.
Dans ce refuge naturel apparaissent douze personnages peints : dix anthropomorphes, un oiseau et un symbole ou signe. Tous sauf un se trouvent dans la cavité gauche et l’autre dans la droite.
Les peintures ont été découvertes en 1971 et étaient initialement appelées Covatina del gran ocel (Grande Grotte des Oiseaux), en référence à leur contenu.

## Galerie

Peinture rupestre
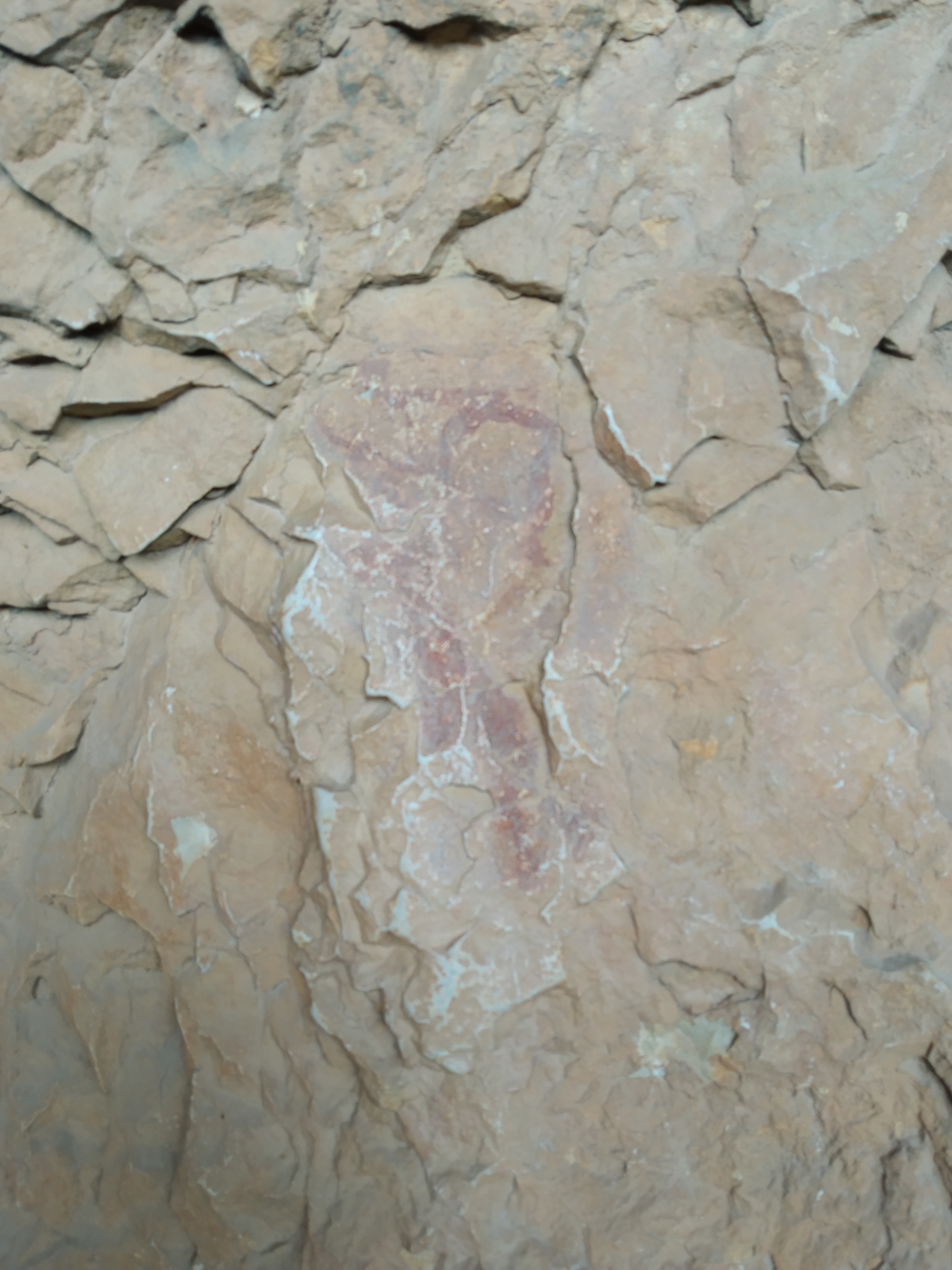
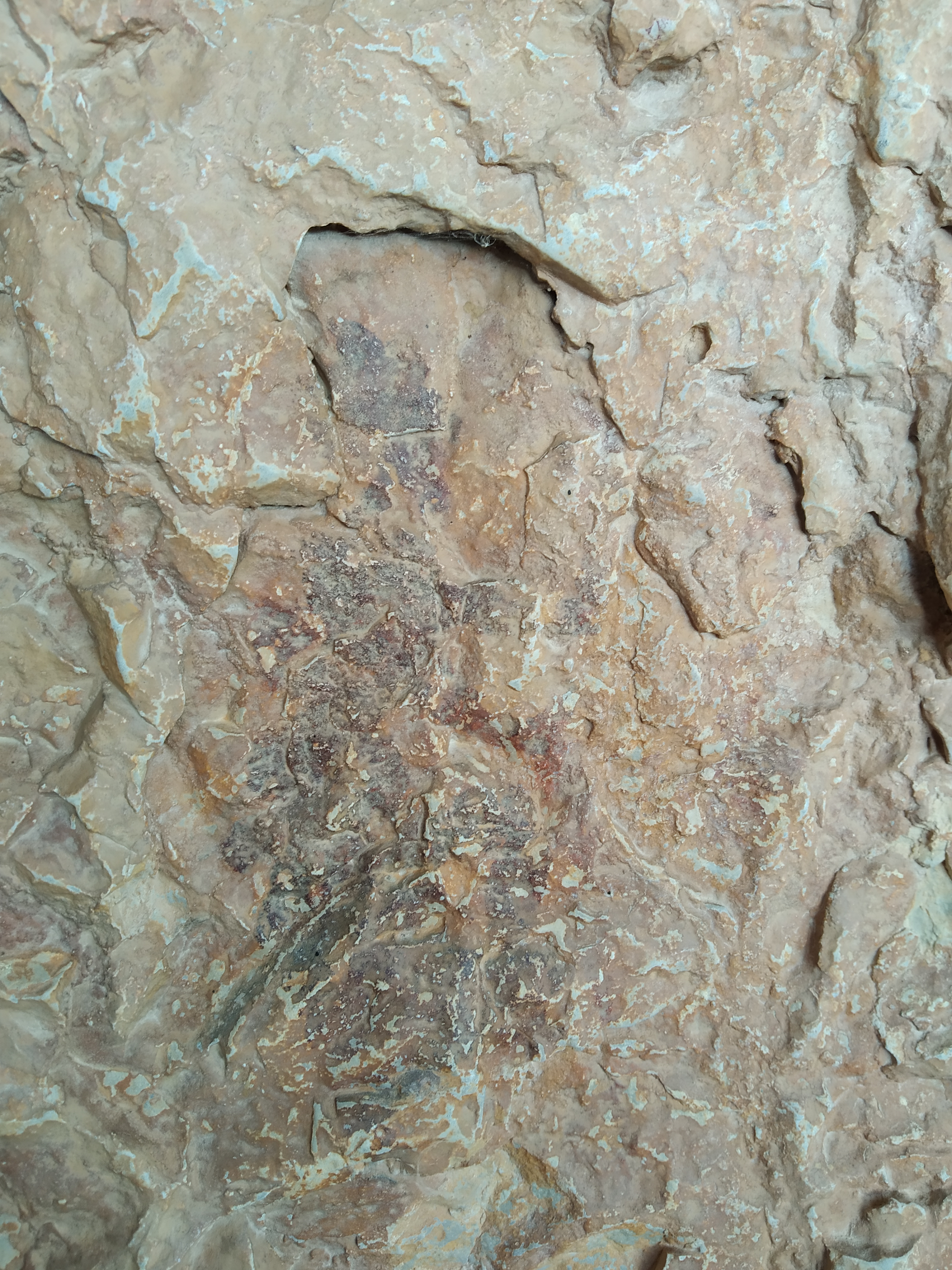
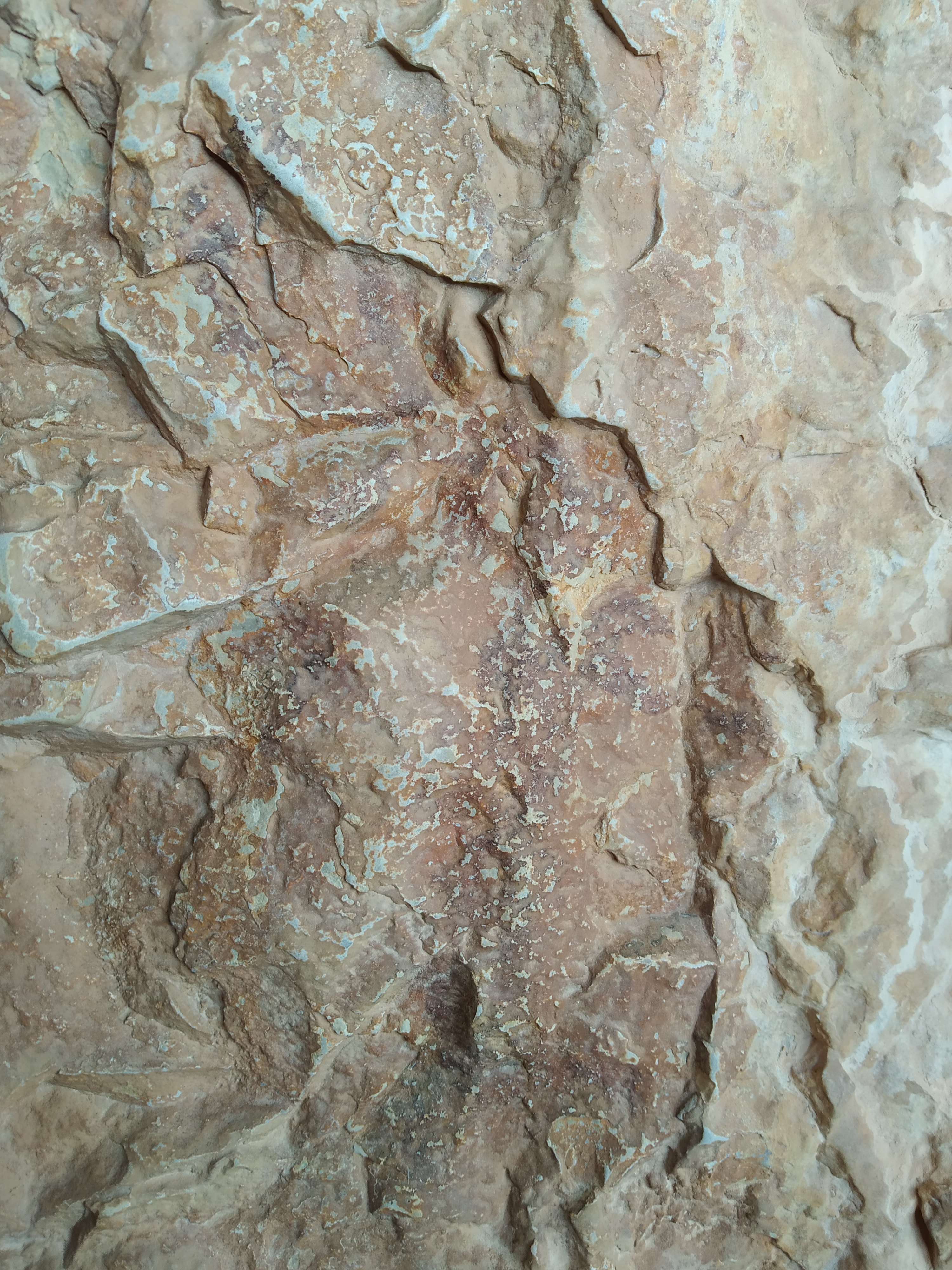
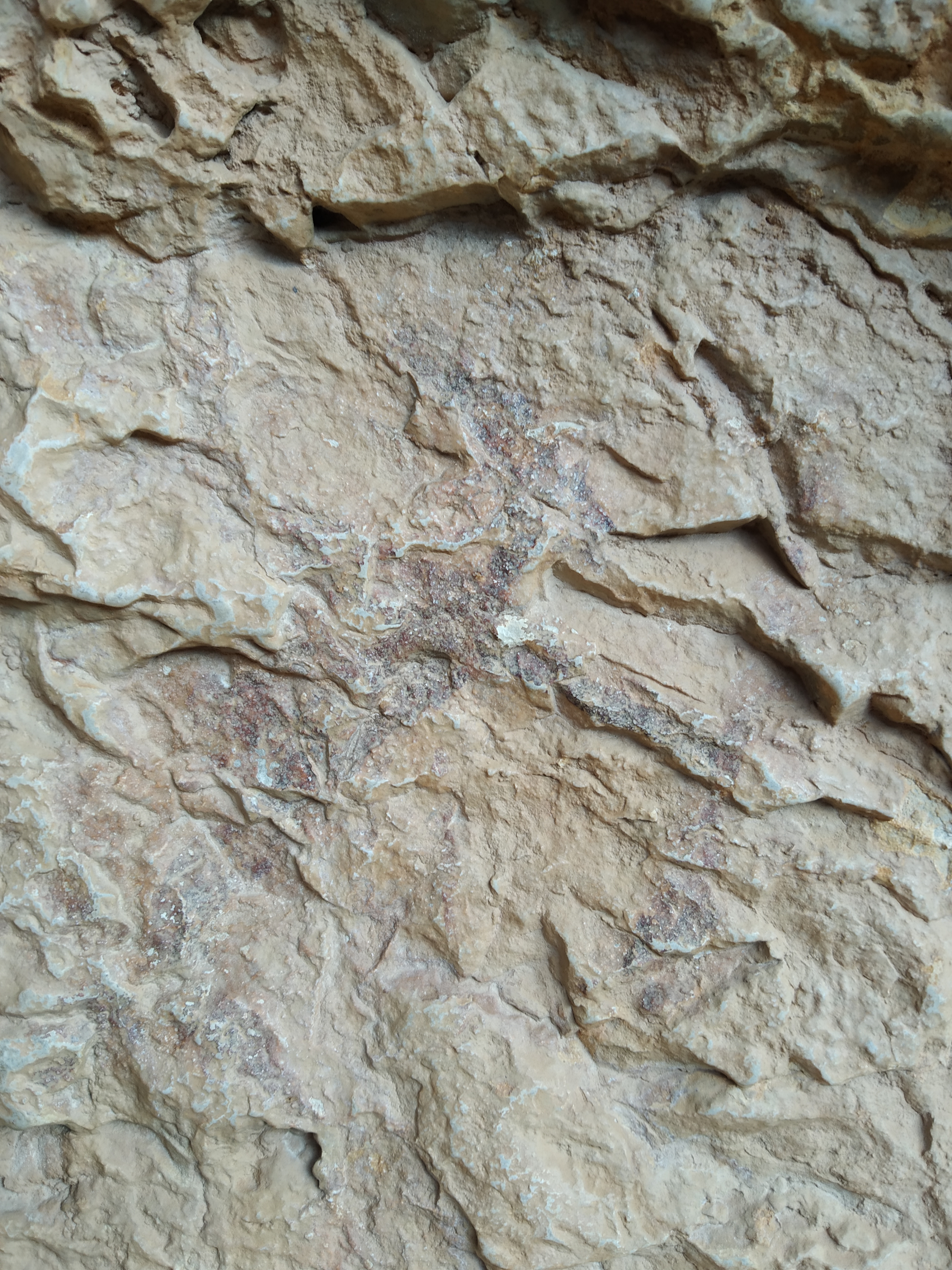